# أخدودي الأسنان
† أخدودي الأسنان (الاسم العلمي: Glyptodon) هو جنس من الحيوانات يتبع فصيلة المدرعات المتدثرة وأشباهها من رتبة الحزاميات.

## أنواع أخدودي الأسنان
- أخدودي الأسنان نبوتي الأقدام
- أخدودي الأسنان متطاول
- أخدودي الأسنان المدرع
- أخدودي الأسنان المونيزي
- أخدودي الأسنان الشبكي
- أخدودي الأسنان حامل البتلات